# Zbigniew Drozdowski
Zbigniew Kazimierz Drozdowski (ur. 25 stycznia 1930 w Sierakowie, zm. 21 września 2004 w Warszawie) – polski antropolog.

## Życiorys
Maturę zdał w 1949 w Liceum Ogólnokształcącym w Międzychodzie. Potem studiował na Wydziale Matematyczno-Przyrodniczym Uniwersytetu Poznańskiego. W 1952 uzyskał dyplom magistra z filozofii, w zakresie antropologii. Od 1950 do 1952 był asystentem (wolontariat) w Zakładzie Antropologii Uniwersytetu Poznańskiego. Pracował pod kierunkiem Jana Czekanowskiego i Michała Ćwirko-Godyckiego. Po ukończeniu studiów podjął pracę na swojej uczelni. Doktoryzował się na UAM w 1960 (dysertacja Wahania dobowe wzrostu i wagi uczestników obozów szkoleniowych Wyższej Szkoły Wychowania Fizycznego w Poznaniu). Habilitował się również na UAM w 1964 (rozprawa Morfologiczne podstawy procesów selekcyjnych w Wyższej Szkole Wychowania Fizycznego w Poznaniu na tle sekcji sportowej). Od 1971 był profesorem nadzwyczajnym, a od 1988 zwyczajnym.
Przez 34 lata kierował Katedrą Antropologii i Biometrii na Wydziale Wychowania Fizycznego AWF w Poznaniu. Zorganizował podobną pracownię na Zamiejscowym Wydziale Wychowania Fizycznego w Gorzowie Wielkopolskim (kierował nią przez 29 lat). Przez osiem lat kierował Zakładem Antropologii na Uniwersytecie Szczecińskim. W latach 1975–1981 był rektorem poznańskiej AWF.
Odznaczony m.in. Krzyżem Komandorskim Orderu Odrodzenia Polski.
Syn Kazimierza i Anny z d. Góralczyk. Żonaty z Teresą Gościniak, ojciec Stoigniewa i Macieja. Pochowany w Puszczykowie.

## Zainteresowania
Głównymi zainteresowaniami naukowca była antropologia sportu, a zawłaszcza morfofunkcjonalne uwarunkowania i skutki ludzkiej aktywności, biologiczne skutki procesów zachodzących w populacji ludzkiej, chronobiologiczne podstawy aktywności ludzkiej, jak również biologiczne skutki transformacji ustrojowej w Polsce i Europie Centralnej po 1989.

## Przynależność
Był członkiem m.in.: Komitetu Antropologii PAN (1971–2004, przewodniczącym w latach 1975–1987), Rady Głównej Nauki i Szkolnictwa Wyższego (w tym przewodniczącym), Rady Wyższego Szkolnictwa Kultury Fizycznej (w tym przewodniczącym), Komitetu Nauk o Kulturze Fizycznej PAN (w tym przewodniczącym), Centralnej Komisji ds. Tytułu Naukowego i Stopni Naukowych, European Anthropogical Association, Polskiego Towarzystwa Antropologicznego, Polskiego Towarzystwa Naukowego Kultury Fizycznej, Polskiego Towarzystwa Biometrycznego, Association of Sport Kinetics oraz International Academy of Integrativ Anthropology.
Zasiadał w radach redakcyjnych, komitetach wydawniczych oraz naukowych takich czasopism jak: Wychowanie Fizyczne i Sport, Biology of Sport, Przegląd Antropologiczny i Studies of Physical Anthropology. Od 1975 do 1992 de facto kierował polityką wydawniczą poznańskiej AWF, bowiem był przewodniczącym Komitetu Wydawniczego tej uczelni.
Od 1953 należał do PZPR.

## Dorobek naukowy
Opublikował 540 publikacji, w tym 28 książek (monografii). Wypromował 92 doktorów, z których pierwszym był Eugeniusz Wachowski (1967). Dziesięciu z tych doktorów później się habilitowało (stan na 2004). W 1998 otrzymał tytuł doktora honoris causa na AWF we Wrocławiu, a w 2003 na AWF w Poznaniu.
Niektóre z jego publikacji to:
- Antropometria w wychowaniu fizycznym
- Antropologia sportowa
- Morfologiczne podstawy wychowania fizycznego i sportu,
- Antropologia a rehabilitacja ruchowa,
- Rytm biologiczny w wychowaniu fizycznym i sporcie
- Wstęp do teorii wyniku sportowego[1].